# Eduardo Kusnir
Eduardo Kusnir (* 1939 in Buenos Aires) ist ein argentinischer Komponist.

## Leben und Wirken
Kusnir studierte Orchesterleitung am Konservatorium von Sofia und zeitgenössische Kompositionstechnik und Elektroakustik am Di-Tella-Institut in Buenos Aires bei Gerardo Gandini, Francisco Kröpfl und Fernando von Reichenbach. Einen Doktortitel für Ästhetik erwarb er an der Université de Paris VIII unter Daniel Charles.
Seit 1978 lebt Kusnir in Venezuela. Er unterrichtet dort am Konservatorium von Caracas und der Universidad Central de Venezuela, wo er zu den Gründern des Centro de Documentación e Investigaciónes Acústico Musicales (CEDIAM) gehörte.

## Werke
- La Panadería für Tonband, 1970
- Ofrenda für Tonband, 1972
- Orquideas Primaverales für Tonband, 1975
- Como un suspiro caído del cielo für Tonband, 1975
- El Encanto del Cisne für Tonband und Dias, 1978
- Blancanieves, elektroakustisches Theater, 1980–96
- Abajo el terror für Tonband, 1984
- Tres piezes para piano, 1984
- Cómo es Lily für Tonband, 1985
- Lily en el fuego für Tonband, 1986
- Todavía sin nombre für Mezzosopran und Tonband, 1987
- El arpa y su hechizo für Harfe und Synthesizer, 1987
- Miranda en Francia für Tonband, 1989
- Simple für Kontrabass, Erzähler und Tonband, 1990
- El retorno für Tonband, 1992
- Melodía für Kontrabass und Tonband, 1993
- Tap-Tap-Tap für Tonband, 1995
- Trencito al Caribe [homenaje a Pierre Schaeffer] für Tonband, 1996
- Juegos I für Klavier und Tonband, 1996
- Juegos II für Keyboard und Tonband, 1998
- Soplos I, Musiktheater für das Internet, 1998

| Personendaten    | Personendaten            |
| ---------------- | ------------------------ |
| NAME             | Kusnir, Eduardo          |
| KURZBESCHREIBUNG | argentinischer Komponist |
| GEBURTSDATUM     | 1939                     |
| GEBURTSORT       | Buenos Aires             |